# Disastro ambientale della piattaforma petrolifera Deepwater Horizon
Il disastro ambientale della piattaforma petrolifera Deepwater Horizon, affiliata alla BP, è stato un massiccio sversamento di petrolio nelle acque del Golfo del Messico in seguito a un incidente riguardante il Pozzo Macondo che si trova a oltre 1.500 m di profondità.
Lo sversamento è iniziato il 20 aprile 2010 ed è terminato 106 giorni più tardi, il 4 agosto 2010, con milioni di barili di petrolio sulle acque di fronte alla Louisiana, Mississippi, Alabama e Florida, oltre alla frazione più pesante del petrolio che ha formato grossi ammassi sul fondale marino, che poi si sono solidificati.
È il disastro ambientale più grave della storia americana, avendo superato di oltre dieci volte per entità quello della petroliera Exxon Valdez nel 1989, pertanto spesso ci si riferisce a questo disastro con l'espressione "Marea nera".

## Antefatti
La Deepwater Horizon era una piattaforma petrolifera di perforazione dal valore di circa 560 milioni di dollari di proprietà dell'azienda svizzero-statunitense Transocean, la più grande compagnia del mondo nel settore delle perforazioni off-shore; affittata alla multinazionale BP per 496.000 dollari al giorno. Era lunga 112 metri, alta 97 metri e larga 78 metri e si trovava a circa 70 km dalla Louisiana, nel Golfo del Messico. Poteva ospitare circa 150 persone. Il 2 settembre 2009 nel giacimento di Tiber, nel Golfo del Messico, la Deepwater Horizon ha perforato il pozzo di idrocarburi più profondo al mondo, lungo 10 685 metri di cui 1259 di acqua. L'impianto di perforazione della Deepwater Horizon, poteva operare in acque profonde fino a 2400 metri e scavare pozzi profondi fino a 9100 metri.

## Il disastro ambientale

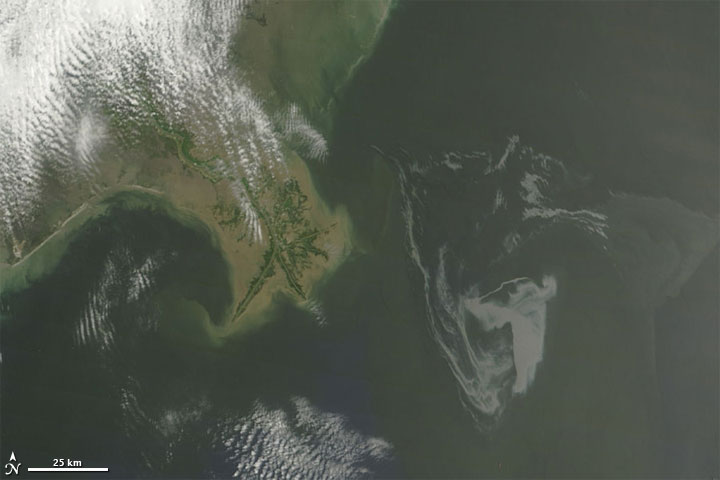
Lo sversamento in mare del petrolio osservato da un satellite della NASA il 1º maggio 2010

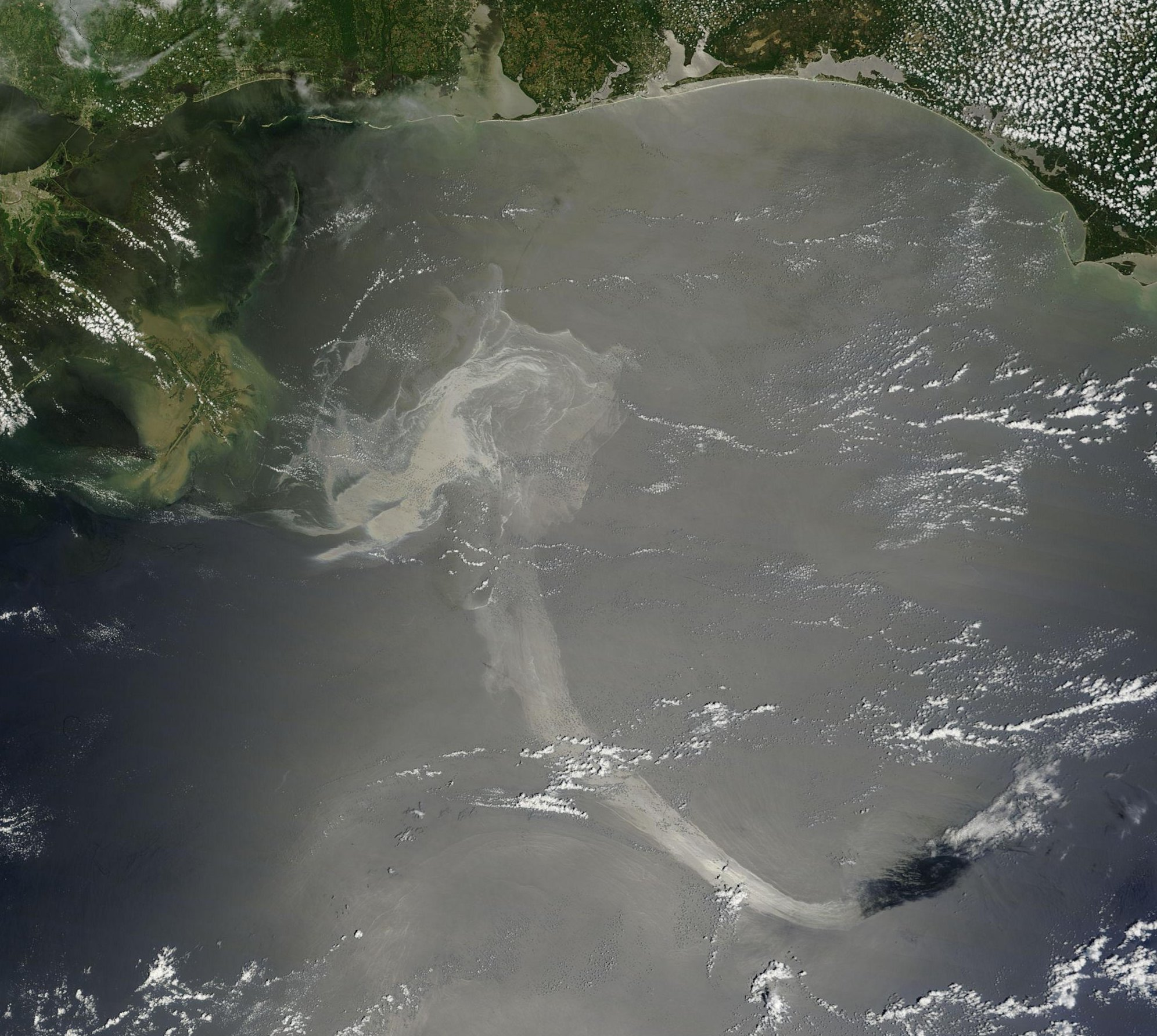
Lo sversamento in mare del petrolio osservato da un satellite della NASA il 17 maggio 2010

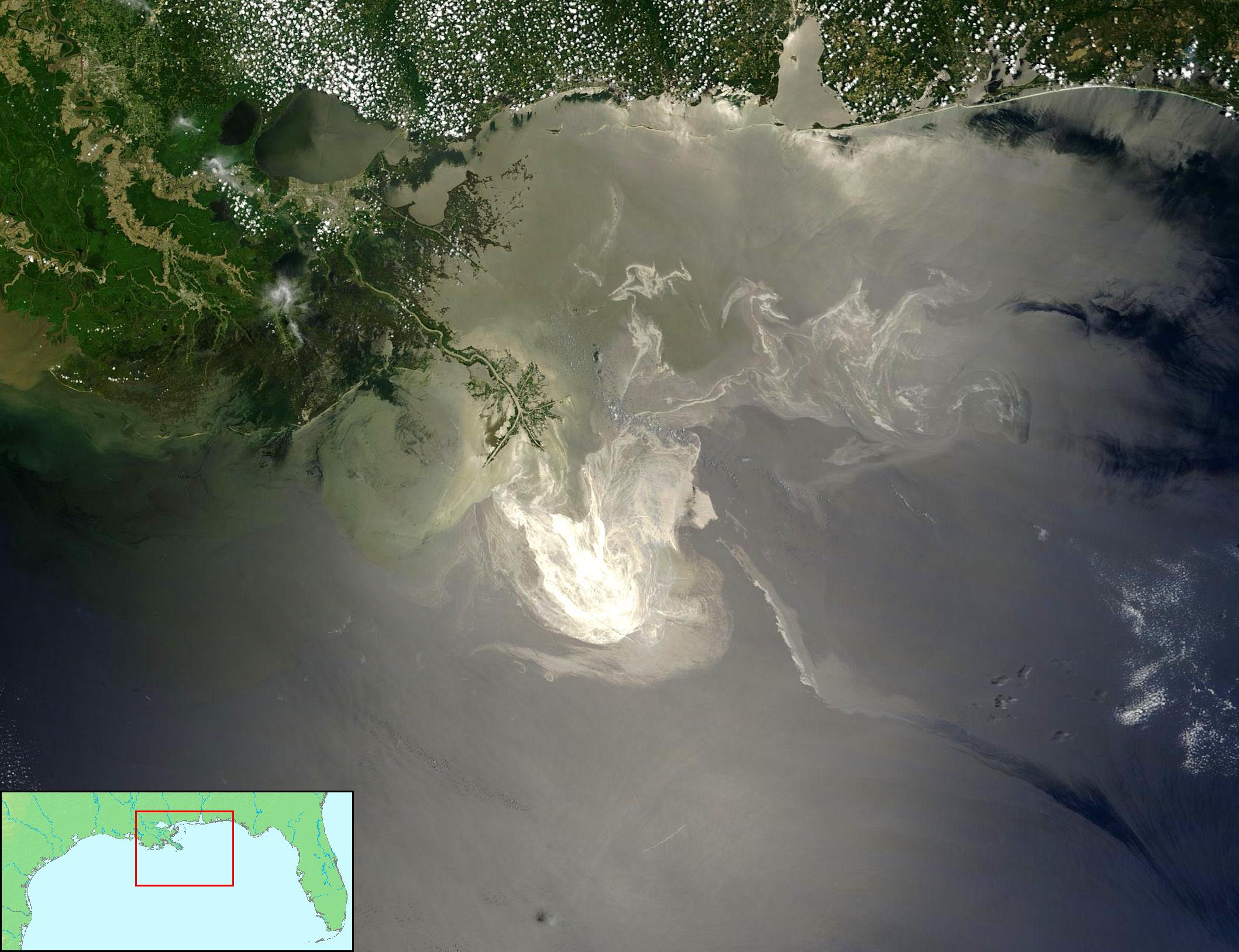
Lo sversamento in mare del petrolio osservato da un satellite della NASA il 24 maggio 2010

Il 20 aprile 2010, mentre la Deepwater Horizon stava completando la perforazione del Pozzo Macondo su un fondale profondo 400 metri al largo della Louisiana, un'esplosione sulla piattaforma ha innescato un violentissimo incendio; 11 persone sono morte istantaneamente, incenerite dalle fiamme, mentre 17 lavoratori sono rimasti feriti. In seguito all'incendio, la flotta della BP ha tentato invano di spegnere le fiamme e di recuperare i superstiti.
Nei giorni successivi all'esplosione della piattaforma, il contrammiraglio di Guardia Costiera, Mary Landry, intervistato dall'ABC, escludeva un'emergenza ambientale significativa. Due giorni dopo, la piattaforma Deepwater Horizon si è rovesciata, affondando e depositandosi sul fondale profondo 400 metri a circa mezzo chilometro più a nord-ovest del pozzo. Le valvole di sicurezza presenti all'imboccatura del pozzo sul fondale marino non hanno funzionato correttamente e il petrolio greggio, spinto dalla pressione del giacimento petrolifero, ha iniziato a uscire senza controllo, in parte risalendo in superficie per via della minor densità rispetto all'acqua. Il 7 maggio 2010 la BP ha poi tentato, col progetto Top Kill, di arginare la falla utilizzando una cupola di cemento e acciaio dal peso di 100 tonnellate, ma la perdita non si è arrestata ed il tentativo di ridurre il danno è fallito.
In attesa di trovare una strategia risolutiva, la BP ha poi approntato il progetto Lower Marine Riser Package (LMRP) con la posa in opera di un imbuto convogliatore sospeso sopra al pozzo e collegato a una nave cisterna in superficie, volto a recuperare almeno in parte il petrolio che fuoriusciva senza controllo dal pozzo sul fondo del mare. In contemporanea, la BP iniziava a perforare due pozzi sussidiari in previsione di riuscire a giungere per fine agosto 2010 al condotto del pozzo che perdeva, intercettandolo in profondità, per cementarlo definitivamente.
Il 10 luglio 2010, quando ormai l'entità della perdita era stimata dai 35 000 ai 60 000 barili (tra i 5 e 10 milioni di litri) di idrocarburi al giorno di cui solo la metà riusciva in qualche modo ad essere recuperata, venne effettuato un secondo tentativo con un nuovo tappo per ridurre drasticamente la perdita di petrolio, con l'obiettivo di fermare interamente le perdite entro una decina di giorni, non cessando comunque di lavorare anche a quella che viene considerata dalla BP essere la soluzione definitiva del problema, ossia la perforazione dei due pozzi collaterali di emergenza.
Finalmente il 15 luglio 2010, dopo 86 giorni dall'inizio dello sversamento di petrolio, la BP dichiarava di essere riuscita a tappare la perdita del greggio, pur non essendo ancora sicura di quanto tempo avrebbe potuto resistere quest'ultima soluzione. Secondo le stime della BP stessa, al 15 luglio erano già stati riversati in mare tra i 3 e i 5 milioni di barili di petrolio, ovvero tra i 506 e gli 868 milioni di litri che, convertiti con un fattore di 0,920 che rappresenta in media il peso specifico del greggio, sono dalle 460.000 alle 800.000 tonnellate.
Dopo 100 giorni dall'inizio delle perdite, a due settimane dal nuovo tappo che chiude il pozzo in attesa di una soluzione definitiva, presumibilmente grazie alla tempesta tropicale che si è abbattuta sulla zona per più giorni, la macchia di petrolio che prima galleggiava sull'acqua è praticamente scomparsa. Rimane visibile solo il catrame spiaggiato sulle coste. Quanto manca, a eccezione di circa 800.000 barili corrispondenti a 127 milioni di litri aspirati nelle operazioni di pulizia o dati alle fiamme in incendi controllati, si presume sia in parte evaporato, in parte dissolto dai 7 milioni di litri di solventi impiegati sulla macchia nera nelle prime settimane dell'emergenza, in parte digerito dai batteri. Si ipotizza che la maggior parte sia finita sul fondale marino formando laghi di petrolio destinato a solidificarsi. Un terzo delle acque degli stati statunitensi che si affacciano sul Golfo del Messico sono state chiuse, la pesca sta morendo e il turismo registra la chiusura del 20% delle spiagge.
Il 3 agosto 2010 inizia l'operazione Static Kill, con la quale la BP si propone di tappare definitivamente il pozzo mediante un'iniezione di fango e cemento attraverso i pozzi sussidiari, così da deviare il greggio in un bacino sicuro posto a 4 km di profondità. Il 19 settembre 2010 viene terminata la cementificazione definitiva del pozzo.

## Gli sforzi dei soccorsi
Nel tentativo di porre rimedio al disastro gli ingegneri hanno adottato almeno cinque strategie:
- veicoli sottomarini operanti in remoto allo scopo di chiudere le valvole di sicurezza sul fondo del mare;[14]
- spargimento di agenti disperdenti attraverso robot sommergibili, aerei e navi di supporto, allo scopo di legare chimicamente il petrolio e farlo precipitare sul fondo del mare, dove dovrebbe rimanere inerte nei confronti dell'uomo;[15]
- perforazione adiacente al punto di fuoriuscita del petrolio, allo scopo di raggiungere con un tubo di perforazione il canale di comunicazione fra il giacimento petrolifero e il fondale marino per potervi iniettare del cemento; questa operazione è stata denominata Top Kill;[16]
- piattaforme galleggianti aspiranti il petrolio che raggiunge la superficie;[17]
- camera di contenimento calata al di sopra della perdita primaria del tubo di perforazione danneggiato.[18]

## Le conseguenze

### Conseguenze sulla salute umana
Il disastro della piattaforma petrolifera Deepwater Horizon avrà nel breve e medio periodo effetti sulla popolazione locale in termini di intensificazione di malattie respiratorie e patologie della pelle (follicoliti cutanee) e, nel lungo periodo, gravi effetti in termini di aumento statistico dell'incidenza di tumori. Gli effetti nel lungo periodo comprendono anche aumenti statistici degli aborti spontanei, neonati di basso peso alla nascita o pretermine.
Il petrolio e le sostanze chimiche disperdenti rilasciate sul luogo del disastro contamineranno la popolazione locale nel breve e medio termine per via inalatoria; nel lungo termine per via orale, come conseguenza dell'accumulo degli idrocarburi nella catena alimentare.

### Conseguenze ambientali su fauna e flora
Le prime specie animali vittime del disastro sono state quelle di dimensioni più piccole e alla base della catena alimentare, come ad esempio il plancton. Sono seguite le specie di dimensioni via via maggiori che sono state contaminate direttamente dagli idrocarburi e dalle sostanze chimiche disperdenti oppure indirettamente per essersi alimentate di animali contaminati. Fra le specie coinvolte: numerose specie di pesci, tartarughe marine, squali, delfini e capodogli, tonni, granchi e gamberi, ostriche, menhaden, varie specie di uccelli delle rive, molte specie di uccelli migratori, pellicani.
Gli agenti disperdenti, fra i quali il prodotto commercializzato come corexit, ovvero le sostanze chimiche utilizzate per disperdere gli idrocarburi in parti più piccole e per farli precipitare sul fondale del mare, hanno consentito di eliminare la marea nera della superficie tuttavia non riducendo la quantità di greggio disperso nell'ambiente e depostosi sul fondo oltre 1600 metri di profondità.
I timori si concentrano sulle specie già a rischio per le quali l'estinzione potrebbe essere accelerata.

### Il danno economico
I danni del disastro ambientale sono impossibili da calcolare, tuttavia è possibile farne una stima.
I danni diretti, cioè quelli immediatamente visibili ed evidenti sono:
- il valore, non stimabile né riparabile, della perdita di 11 vite umane;
- il valore, non stimabile né riparabile, del danno ambientale procurato;
- il valore economico della piattaforma pari a circa 560 milioni di dollari, degli investimenti per la perforazione del pozzo, la perdita azionaria della British Petroleum, della Transocean e della Cameron International;
- il costo dei primi soccorsi, per lo spegnimento dell'incendio, per il salvataggio del personale della piattaforma e per la ricerca dei dispersi;
- il costo della cupola da 100 tonnellate e delle operazioni per calarla;
- il costo delle operazioni per arginare o tappare la fuoriuscita dal pozzo;
- il costo per il tentativo di arginare l'area sul mare dove si è sparso il petrolio fuoriuscito;
- il costo per limitare il danno tentando la bonifica delle acque e delle coste e la pulizia degli animali.

Fra quelli indiretti, cioè quelli correlati, ma non strettamente conseguenti al disastro, vi sono:
- il danno all'industria locale della pesca;
- il danno all'industria del turismo;
- i costi sanitari legati al previsto aumento delle patologie negli abitanti locali;

### Le indagini
Il 12 giugno la guardia costiera statunitense ha comunicato un ultimatum di 48 ore per fermare la fuoriuscita del greggio. Ai primi di luglio 2010 viene denunciato mediante un video che alcune spiagge inquinate dal petrolio non sono state ripulite come promesso dalla BP, bensì sono state ricoperte con sabbia pulita al fine di nascondere l'inquinamento.

### Le dichiarazioni politiche dopo il disastro
Il presidente Barack Obama è deciso a far pagare una grossa somma alla BP come risarcimento del disastro ambientale. Il presidente è stato criticato dai repubblicani che ritengono abbia gestito male il disastro. Al 28 giugno 2010 la BP annuncia di aver già versato 2,65 miliardi di dollari. Obama definirà il disastro della Deep Water Horizon come "l' 11 settembre dell' ambiente".

### Le manifestazioni contro il disastro
Risultando prive di efficacia le azioni volte a fermare la fuoriuscita di petrolio, a poco più di un mese dall'incidente e a perdite ancora in corso, a New York si sono avute manifestazioni di protesta per chiedere che in futuro simili tragedie ambientali non possano più accadere.

## Eventi successivi
Nel dicembre 2011, per rientrare delle perdite, BP ha chiesto un risarcimento da 20 miliardi di dollari all'americana Halliburton accusandola di avere intenzionalmente cancellato delle prove chiave dopo il disastro.
Una verifica biologica compiuta a due anni dal disastro dal dipartimento di biologia marina dell'Università della Florida del Sud, mostra chiari segni di malattie della fauna marina legate all'ingestione di petrolio.

### Risarcimento danni
Nel 2012 la compagnia britannica BP ha raggiunto un accordo con il Dipartimento di Giustizia statunitense per il pagamento di una penale di 4,5 miliardi di dollari, dichiarandosi così colpevole degli undici capi d'accusa per negligenza o colpa legati alle 11 vittime dell'esplosione della piattaforma Deepwater Horizon, di un capo di imputazione per non aver rispettato il Clean Water Act e di un'altra accusa relativa al Migratory Bird Treaty Act. Inoltre BP si dichiara colpevole del capo d'accusa di ostruzione al Congresso. Il 2 luglio 2015 gli stati americani colpiti dal disastro e il governo federale di Washington hanno raggiunto un'ipotesi di accordo con la BP riguardo ai danni ambientali provocati dall'incidente del 2010. In base a questo accordo, la BP dovrà risarcire circa 18,7 miliardi di dollari nell'arco di 18 anni.

## L'incidente nei media
- Il disastro ambientale è alla base del primo episodio della serie televisiva The Newsroom.
- Nel 2016 è stato prodotto il film Deepwater - Inferno sull'oceano, con protagonista Mark Wahlberg, con trama la storia del disastro.[28]